# Halichaetonotus clavicornis
Halichaetonotus clavicornis is een buikharige uit de familie Chaetonotidae. Het dier komt uit het geslacht Halichaetonotus. Halichaetonotus clavicornis werd in 1995 voor het eerst wetenschappelijk beschreven door Balsamo, Fregni & Tongiorgi. 